# Cuatro bodas y un funeral
Cuatro bodas y un funeral (Four Weddings and a Funeral) es una película británica de comedia romántica dirigida por Mike Newell y protagonizada por Hugh Grant y Andie MacDowell.
La película se rodó en seis semanas, costó menos de 3 millones de libras esterlinas, y se convirtió en un éxito inesperado y en la película británica de mayor recaudación de la historia en ese momento, con un total de taquilla mundial de 245,7 millones de dólares y recibiendo nominaciones al Oscar a Mejor Película y Mejor Guion Original. El éxito de la película impulsó a Hugh Grant al estrellato internacional, particularmente en los Estados Unidos.

## Argumento
La película sigue las aventuras de un grupo de amigos a través de los ojos de Charles (Hugh Grant), un apuesto y elegante inglés, que está enamorado de Carrie, una atractiva estadounidense (Andie MacDowell), con quien Charles se reúne varias veces en las bodas y en un funeral.
La primera boda (Iglesia de Inglaterra - Comunión Anglicana) es la de Angus (Timothy Walker) y Laura (Sara Crowe), en la que Charles es el padrino. Charles y su grupo de amigos solteros se preguntan si alguna vez se van a casar. En esta boda, Charles conoce a Carrie y pasa la noche con ella. Carrie le hace una broma, pretendiendo que, ahora que han dormido juntos, tendrán que casarse, Charles se esfuerza por responderle antes de darse cuenta de que está bromeando. A continuación, Carrie vuelve a su casa en los Estados Unidos, observando que pueden haber perdido una oportunidad. 
La segunda boda (Iglesia católica en el Reino Unido - Iglesia latina - Iglesia católica) es la de Bernard (David Haig) y Lydia (Sophie Thompson), una pareja que se conoció en la boda anterior. Rowan Atkinson hace su aparición, esta vez como un sacerdote de pleno derecho, pero sufre muchas equivocaciones al llevar a cabo la ceremonia de su primera boda a través de su conexión como un amigo de la familia. Charles está feliz al descubrir que Carrie asiste a la boda, hasta que ella le presenta a su novio, Sir Hamish Banks (Corin Redgrave), un político rico de Escocia. En la recepción, Charles se encuentra sentado en una mesa con varias exnovias que se cuentan historias embarazosas sobre su incapacidad para ser discreto, y después se topa con Henrietta (conocida entre los amigos de Charles como "Cara de pato"), con quien tuvo una difícil relación. 
Cuando la noche avanza, Charles se encuentra en un cuarto del hotel viendo a Carrie y a Hamish tomar un taxi, solo para ser atrapado en el baño después de que los recién casados entran en la habitación donde él estaba para tener relaciones sexuales. Después de que Charles sale de la habitación, Henrietta le habla a Charles acerca de su hábito de "monogamia en serie", diciéndole que él tiene miedo de dejar que alguien se acerque demasiado a él. Poco después de este encuentro, Charles se encuentra con Carrie (sin su novio), y pasan otra noche juntos. 
Unos meses más tarde, Charles recibe una invitación a la boda de Carrie en Escocia. Mientras él va de compras por un regalo en Londres, por accidente, se topa con Carrie en una tienda y termina ayudándola a elegir su vestido de novia. Carrie le dice la lista de sus más de treinta parejas sexuales (se entera de que él es el # 32). Más tarde Charles trata de confesarle su amor a ella y le dice a trabas que le gustaría tener una relación con ella. Sin embargo, él lo dice sin convicción, y la confesión llega demasiado tarde. 
La tercera es la boda (Iglesia de Escocia - Comunión Mundial de Iglesias Reformadas - Movimiento Anglicano de Continuación) de Carrie y Hamish en un castillo escocés. Charles asiste, deprimido ante la perspectiva de que Hamish y Carrie se casan. En la recepción se pone en marcha, Gareth (Simon Callow), instruye a sus amigos para buscarse posibles parejas, el hermano de Fiona, Tom (James Fleet), tropieza a través de un intento de conectar con la esposa del ministro, mientras que la compañera de piso de Charles, Scarlett (Charlotte Coleman), entabla una conversación con un hombre alto, atractivo estadounidense llamado Chester. Mientras Charles ve la danza de Carrie y Hamish como marido y mujer, la amiga de Charles, Fiona (Kristin Scott Thomas), deduce sus sentimientos acerca de Carrie. Cuando Charles le pregunta a Fiona si ya tiene algún pretendiente, ella le confiesa que ella siempre lo ha amado desde que se conocieron años atrás. Charles se sorprende pero no retribuye su amor. 
En la boda, Gareth muere repentinamente de un ataque al corazón mientras su novio Matthew (John Hannah, en una de sus funciones la primera pantalla) está en otra parte de la sala para brindar por los novios. 
El funeral es el de Gareth. En el funeral, Matthew recita el poema Funeral Blues ("Detened todos los relojes ...") de W.H. Auden, en conmemoración de su relación con Gareth. Después del funeral, Charles y Tom tienen una conversación sobre si la esperanza para encontrar su "verdadero amor" es un esfuerzo inútil, y reflexionar que, si bien siempre se han considerado tan orgullosos de ser solteros, también dicen que Gareth y Matthew habían parecido en realidad una pareja casada todo el tiempo.
La cuarta boda (Iglesia de Inglaterra - Comunión Anglicana) tiene lugar diez meses después, y es la de Charles, que ha decidido casarse con Henrietta. Sin embargo, momentos antes de la ceremonia, Carrie llega a la iglesia y le revela a Charles que ella y Hamish ya no están juntos. Charles tiene una crisis de confianza, que da a conocer a su hermano sordo David (David Bower). En el altar, cuando el vicario pregunta si alguien sabe alguna razón por la que la pareja no debería casarse, David le pide a Charles que traduzca para él, y él dice en lengua de signos que sospecha que el novio está teniendo dudas y ama a otra persona. El vicario le pregunta a Charles si ama a otra persona, y responde Charles que sí. Henrietta golpea a Charles y la boda se detiene bruscamente. 
Por último, Carrie visita a Charles, quien se recupera de la debacle, para comprobar que está bien y le pide disculpas por haber asistido a su boda. Charles confiesa que, mientras estaba de pie en el altar, se dio cuenta de que por primera vez en su vida total y absolutamente amó a una persona y no era la persona que estaba a su lado con el velo. Charles le hace una propuesta de compromiso de por vida sin matrimonio a Carrie, diciendo: "¿Crees tú que aunque no estemos casados, quieras pasar el resto de tu vida conmigo? Carrie responde diciendo: "acepto". 
La canción "Going To The Chapel" se escucha cuando se ve a Henrietta casarse con un miembro de la guardia, Scarlett se casa con Chester, David se casa con su novia, Tom se casa con su prima lejana Deirdre (a quien conoció en la boda de Charles y de inmediato se enamoró de ella), Matthew con su nueva pareja (Duncan Kenworthy), Fiona se casa con el príncipe Carlos (en broma), y Charles y Carrie se ven con su hijo, sin haberse casado.

## Reparto
- Hugh Grant: Charles.
- Andie MacDowell: Carrie.
- James Fleet: Tom.
- Simon Callow: Gareth.
- John Hannah: Matthew.
- Kristin Scott Thomas: Fiona.
- David Bower: David.
- Charlotte Coleman: Scarlett.
- Rowan Atkinson: Padre Gerald.
- Anna Chancellor: Henrietta (cara de pato).
- David Haig: Bernard.
- Sophie Thompson: Lydia.

## Premios
- 1994: 2 Nominaciones al Oscar: Mejor película, guion original
- 1994: 1 Globo de Oro: Mejor actor de comedia o musical (Hugh Grant). 4 nominaciones
- 1994: 4 premios BAFTA, incluyendo película, director y actor (Grant). 11 nominaciones
- 1994: Premios César: Mejor película extranjera
- 1994: Premio Australian Film Institute: Mejor película extranjera
- 1994: Asociación de Críticos de Chicago: Mejor actor revelación (Hugh Grant). 3 nominaciones
- 1994: Sindicato de Directores (DGA): Nominada a Mejor director
- 1994: Sindicato de Guionistas (WGA): Mejor guion original

### Óscar
| Categoría            | Persona          | Resultado |
| -------------------- | ---------------- | --------- |
| Mejor película       | Duncan Kenworthy | Candidato |
| Mejor guion original | Richard Curtis   | Candidato |

### Globos de oro
| Categoría                          | Persona                            | Resultado |
| ---------------------------------- | ---------------------------------- | --------- |
| Mejor película - Comedia o musical | Mejor película - Comedia o musical | Candidato |
| Mejor actor - Comedia o musical    | Hugh Grant                         | Ganador   |
| Mejor actriz - Comedia o musical   | Andie MacDowell                    | Candidata |
| Mejor guion                        | Richard Curtis                     | Candidato |

### Premios BAFTA
| Categoría                 | Persona              | Resultado |
| ------------------------- | -------------------- | --------- |
| Mejor película            | Mejor película       | Ganadora  |
| Mejor actor               | Hugh Grant           | Ganador   |
| Mejor actor de reparto    | Simon Callow         | Candidato |
| Mejor actor de reparto    | John Hannah          | Candidato |
| Mejor actriz de reparto   | Kristin Scott Thomas | Ganadora  |
| Mejor actriz de reparto   | Charlotte Coleman    | Candidata |
| Mejor montaje             | Jon Gregory          | Candidato |
| Mejor diseño de vestuario | Lindy Hemming        | Candidato |
| Mejor guion original      | Richard Curtis       | Candidato |